# Mustilia sphingiformis gerontica
Mustilia sphingiformis gerontica is een ondersoort van vlinder uit de familie van de gevlamde vlinders (Endromidae). De wetenschappelijke naam van de ondersoort werd voor het eerst geldig gepubliceerd in 1932 door West..